# توکوگاوا شیتننو
توکوگاوا شیتننو (به ژاپنی: 徳川四天王 Tokugawa-shitennō) با معنی تحت الفظی چهار پادشاه آسمانی توکوگاوا، یک عبارت ژاپنی برای توصیف چهار سامورایی بکار می‌رود که در دوره سنگوکو جهت حمایت توکوگاوا ایه‌یاسو جنگیدند. آنها در طول عمر خود به عنوان وفادارترین افراد به خاندان توکوگاوا در اوایل دوره دوره ادو معروف بودند.
این چهار تن عبارت بودند از:
- هوندا تاداکاتسو از خاندان هوندا
- ای نائوماسا از خاندان ای
- ساکاکی‌بارا یاسوماسا از خاندان ساکاکی‌بارا
- ساکای تاداتسوگو از خاندان ساکای

## تصویر

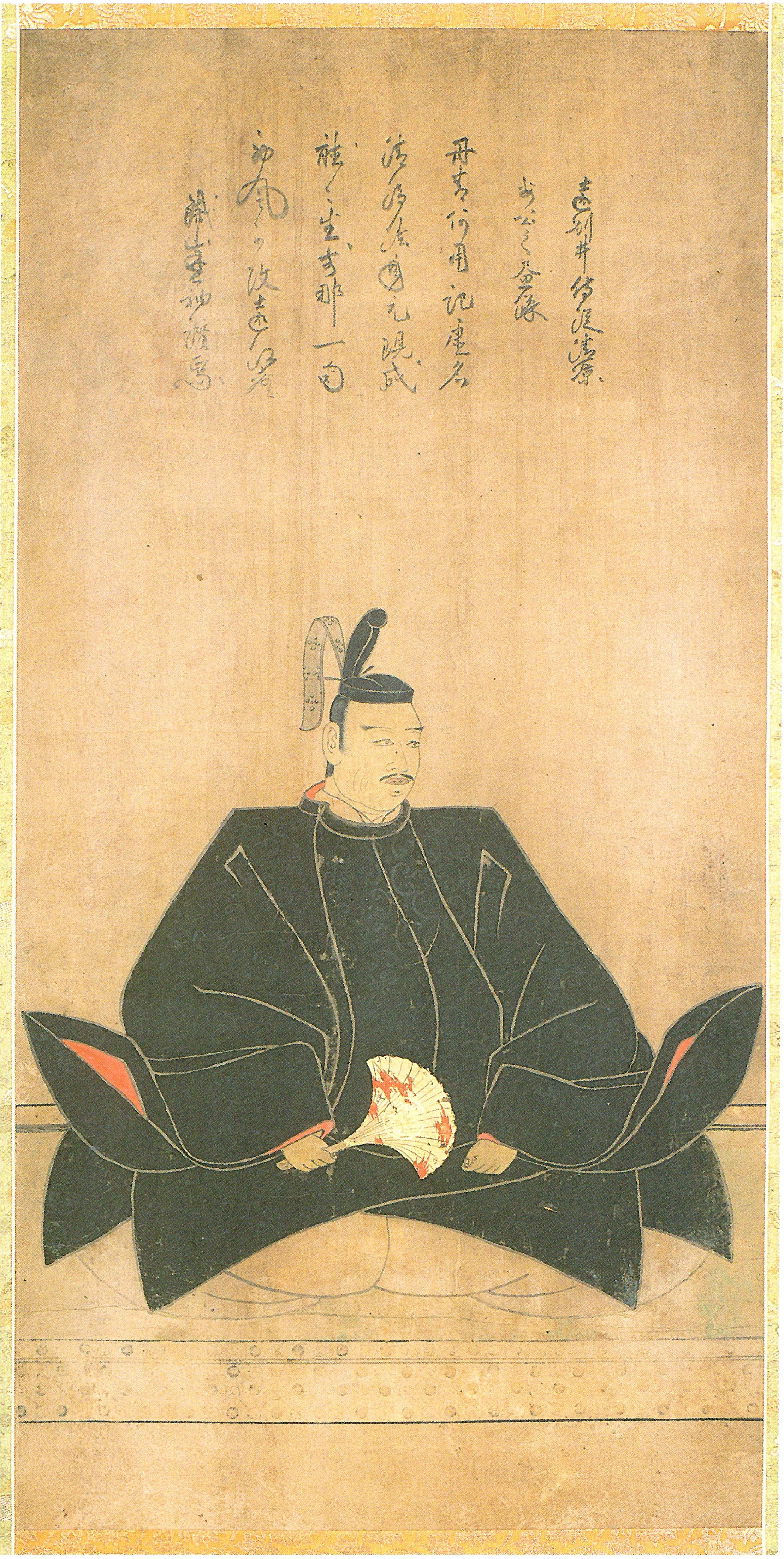
ای نائوماسا (۱۵۶۱–۱۶۰۲)
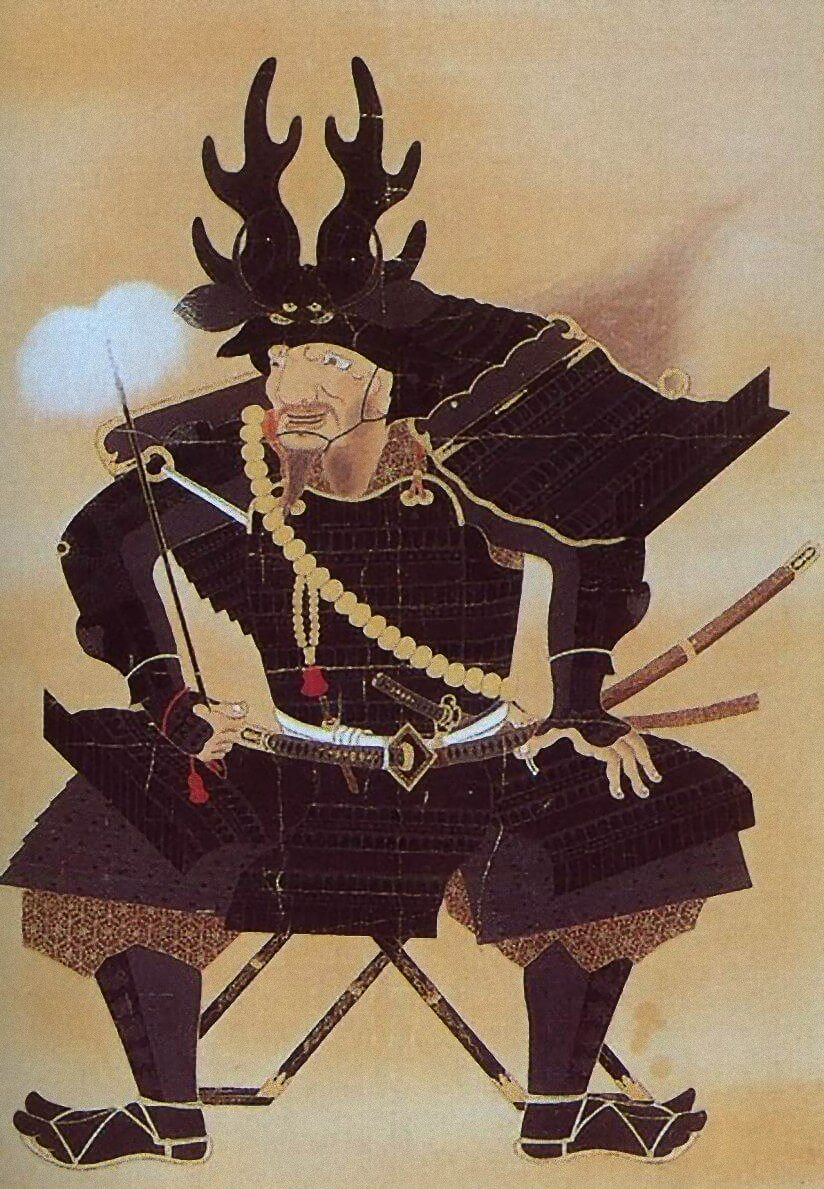
هوندا تاداکاتسو (۱۵۴۸–۱۶۱۰)
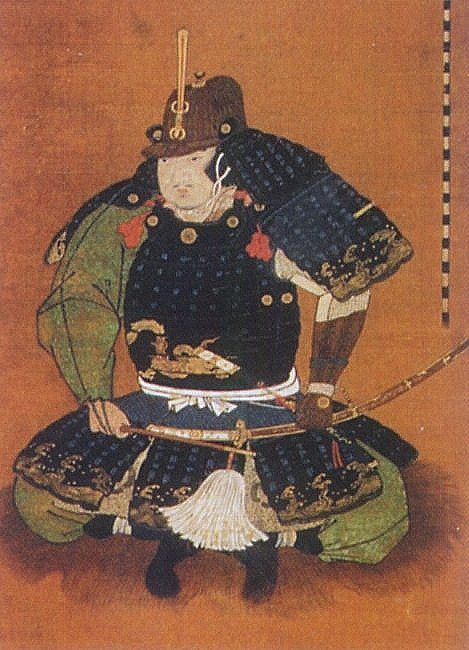
ساکاکی‌بارا یاسوماسا (۱۵۴۸–۱۶۰۶)
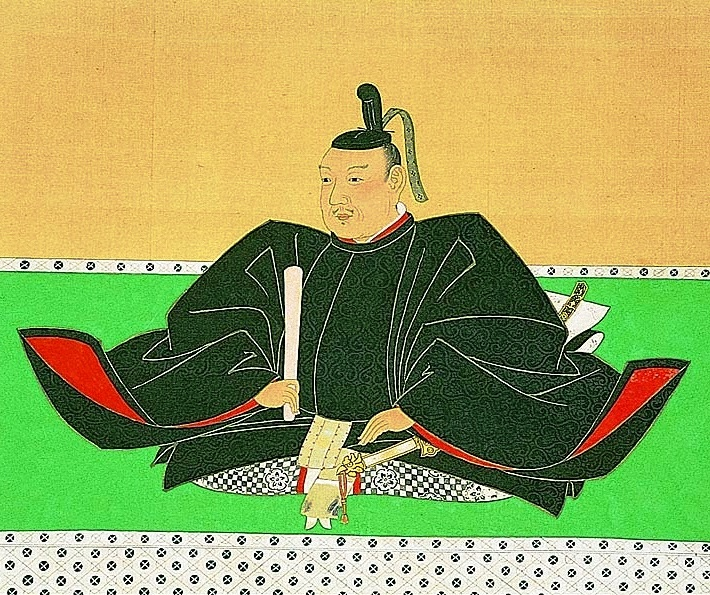
ساکای تاداتسوگو
(۱۵۲۷–۱۵۹۶)